# Martin Krause
Pour les articles homonymes, voir Krause.
Martin Krause est un pianiste concertiste et compositeur allemand, né dans le village de Lobstädt (Royaume de Saxe) le 17 juin 1853 et mort à Plattling le 2 août 1918.

## Biographie
Martin Krause est né à Lobstädt, en Saxe, plus jeune fils du maître de chœur et instituteur Johann Carl Friedrich Krause. Tout d'abord il suivit des études pour exercer dans l'enseignement à Borna puis devint l'élève de Franz Liszt avant de s'établir lui-même comme professeur de piano et musicographe à Leipzig. Il y fonda l'association Franz-Liszt-Verein (la « Société Franz Liszt »). À partir de 1901 il travailla comme professeur à l'Académie Royale de Munich, et au moins de 1896 à 1911 au Conservatoire Stern de Berlin. Victime d'une épidémie de grippe, il mourut le 2 août 1918 à Plattling.  
Il fut le professeur de Claudio Arrau et d'Edwin Fischer.